# Carnival Fascination
Carnival Fascination è stata una nave da crociera classe Fantasy, appartenuta alla Carnival Cruise Lines.
È stata di proprietà di Century Harmony Cruises
Che nel 2022 ha annunciato la demolizione con successivo trasferimento in Pakistan per la demolizione.

## Porto di armamento
- Jacksonville, Florida

## Navi gemelle
- Carnival Fantasy
- Carnival Ecstasy
- Carnival Sensation
- Carnival Imagination
- Carnival Inspiration
- Carnival Elation
- Carnival Paradise